# Garde du corps du roi

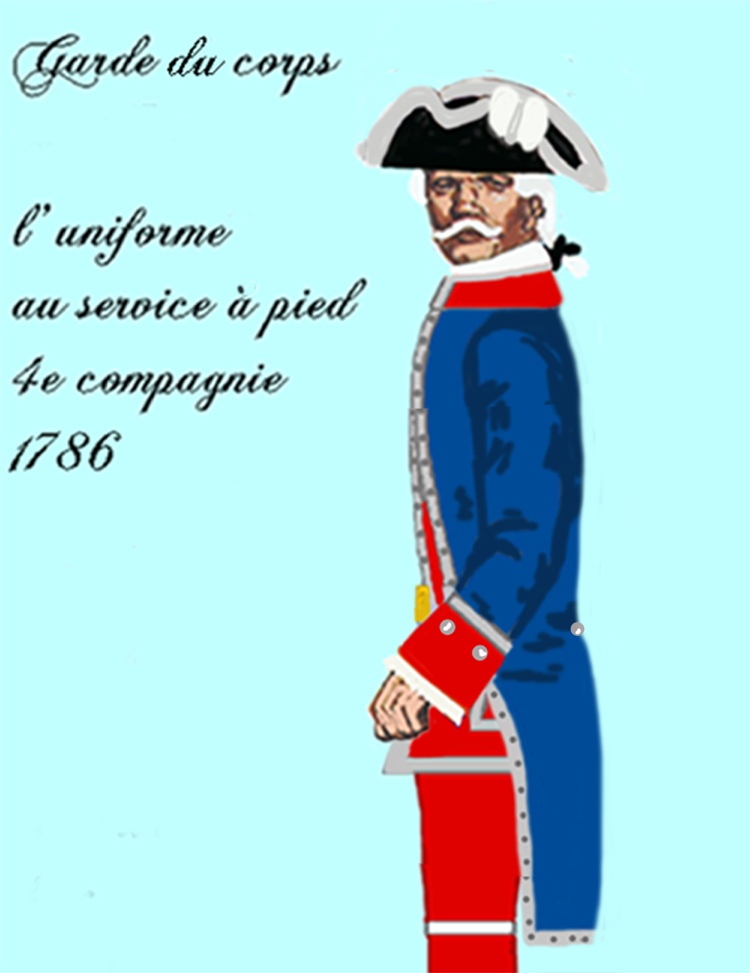
Garde in Uniform für den Dienst zu Fuß

Die Garde du corps du roi (Leibgarde des Königs) war zunächst ein leichter, später ein schwerer Kavallerieverband in der Garde (Maison militaire du roi) des Königs von Frankreich. Sie bestand bis 1791.

## Geschichte
Ein Vorläufer der Garde du corps war die Garde écossaise, eine aus schottischen Soldaten aufgestellte Kompanie, die von König Karl VII. noch vor 1423 errichtet wurde. Die Angehörigen dieser Garde wurden Archers du corps du roi (Bogenschützen des Königs) genannt. Als Bogenschütze wurden zur damaligen Zeit die leicht bewaffneten Reiter bezeichnet, im Gegensatz standen dazu die schweren Reiter der Gens d'armes bzw. die Kürassiere (cavaliers cuirassés). Ludwig XI. fügte dieser Garde dann zwei weitere Kompanien französischer Reiter hinzu. Am 27. März 1515 wurde von Franz I. eine vierte Kompanie aufgestellt. In dieser Epoche zählten auch die französischen Kompanien nominell zur Garde écossaise.
Diese vier Kompanien der ab dem 16. Jahrhundert so genannten Garde du corps (der Name Garde écossaise war im Laufe der Zeit verdrängt worden) hatten jedoch, obwohl zu einem Corps gehörend, keine Verbindung untereinander. Die schottische Kompanie wurde stets von einem Angehörigen des schottischen Königshauses der Stuart geführt, die französischen Kompanien durch die Marschälle von Frankreich (Maréchaux de France). In diesem Jahrhundert fand auch noch die Umwandlung von den leichten Reitern in die schwere Kavallerie (cavalerie lourde) statt.
1664 wurde den Kompanien der Garde du corps durch König Ludwig XIV. ein gemeinsamer Führungsstab zugewiesen. Im gleichen Jahr wurde auch den ranghohen Offizieren die Praxis des Verkaufs der freiwerdenden Stellen untersagt. Die Kosten für die vier Kompanien beliefen sich in diesem Jahr auf die für damalige Verhältnisse exorbitante Summe von 80.000 Livres.
Die Garde du corps wurde 1791 aufgelöst. Eine größere Anzahl der Gardisten schloss sich danach den Truppen der königstreuen Konterrevolution (Armee der Emigranten) an.

## Organisation
Zunächst nur aus 100 Mann pro Kompanie bestehend, wuchs der Personalbestand kontinuierlich, von 400 Mann unter Franz I. bis zu 1.600 Mann unter Ludwig XIV. Sein Nachfolger reduzierte den Bestand dann 1715 auf zunächst 1.440 Mann, der sich dann aber letztendlich auf 1.500 Mann (inklusive des Führungsstabs) einpendelte. Aufnahmevoraussetzung waren adelige Herkunft und römisch-katholische Konfessionszugehörigkeit.
Der Erlass vom 6. Januar 1737 legte die Stärke des Corps auf 330 Reiter je Kompanie fest. Die Kompanie wiederum war unterteilt in zwei „Escadrons“, deren jede wiederum aus sechs „Brigaden“ bestand. Jede Eskadron verfügte über zwölf Brigadiers, zwölf Sous-brigadiers, sechs Standartenträger, sechs Trompeter und einen Pauker.

## Uniform
Die Gardes de corps trug zum Innendienst zu Fuß und zum Dienst zu Pferde unterschiedliche Uniformen. Die Innendienstuniform war schlichter gehalten, statt der Kürassierstiefel wurden rote Strümpfe und Schnallenschuhe getragen. Die Farbe des Rocks war blau, die Weste und Hosen waren rot. Der Rock war hier nach Art eines Fracks geschnitten und nicht mit Litzen ausgestattet. Die Gardisten trugen als Bewaffnung einen Stichdegen und eine Muskete. Die Klinge des Degens war mit der Inschrift „Vive le Roy“ versehen.

## Devise
Bis zur Zeit von Ludwig XIV. lautete die Devise dieser königlichen Leibgarde « Erit haec quoque cognita monstris »; zu Deutsch nach Alison Saunders: „Auch sie wird den Ungeheuern bekannt werden“ [« Elle sera pareillement connue aux monstres »].
Nach Leslie Gilbert Pine ist dieser Wahlspruch zusammen mit dem zugehörigen Wappenbild Ludwig XIII. zu interpretieren, welches bei diesem Herrscher eine Keule zeigt. Das lateinische haec („diese, dieses, dieser“) meint laut Pine ebendiese Keule, die – wie die beiden des Herkules – den Ungeheuern schon bekannt werden würde, wobei hier mit den Ungeheuern die Häresie und die Rebellion gemeint waren. Demnach ergibt sich wieder die deutsche Übersetzung: „Auch sie (die Keule) wird den (beiden) Ungeheuern bekannt werden“.
Später unter Ludwig XIV. lautete das Motto des Kavallerieverbandes Nec pluribus impar, zu Deutsch: „Auch nicht mehreren unterlegen“.

## Aufgaben
Zusammen mit den Cent-suisses, bewachten die Gardes du corps den König innerhalb der Residenzen. Zur Nacht lösten sie die Garde de la porte ab und übernahmen von diesen die Schlüssel und die Verantwortung für die Türen. Bei Reisen des Königs sowie bei Feldzügen hielt sich stets eine Wache zur rechten Hand des Souveräns.
Innerhalb der Schottischen Kompanie (compagnie écossaise) waren 24 ausgewählte ältere und erfahrene Gardisten mit dem Titel Gardes de la manche versehen. Sie eskortierten ständig den König. Unter diesen Gardes de la manche waren weitere sechs zu „Gardes ecossais“ bestimmt worden. Diese traten nur bei außergewöhnlichen Vorkommnissen, z. B. der Fronleichnamsprozession oder bei einer Hochzeit im Königshaus in Aktion.

## Privilegien
Die Garde du corps nahm in der Gardekavallerie den ersten Rang, vor den Gendarmes de la garde und den Chevau-légers de la garde ein.
Durch die Exklusivitäte des Corps war der Zugang nur Leuten von Adel oder finanziell gutsituierten Bürgern gestattet. Bewerber musste die Größe von mindestens 5 Fuß/4 Zoll (ca. 1,70 m) erreichen. Sie durften keine körperlichen Gebrechen haben und mussten der heiligen römischen Kirche angehören. Offiziersstellen konnten nur von Adeligen besetzt werden. Der Rang eines Gardisten in der Garde du corps entsprach dem eines Leutnants in der Linien-Kavallerie, der eines Brigadiers einem Hauptmann der Linie. Bei Beförderungen wurden nur Mitglieder der Aristokratie berücksichtigt.

## Quartier
Die Kasernen der Garde du corps du roi befanden sich in Versailles, in der Avenue de Sceaux, am Beginn der Rue de l'Orangerie.

## Standarten

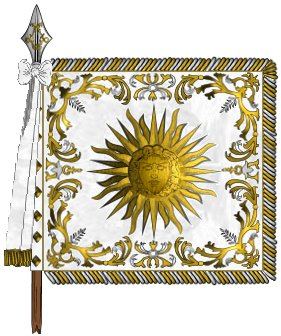
1. Kompanie
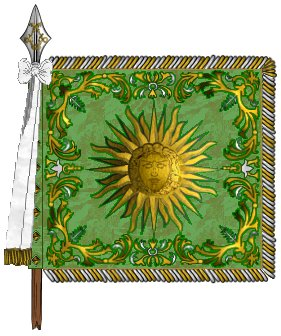
2. Kompanie
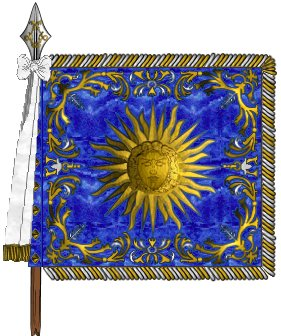
3. Kompanie
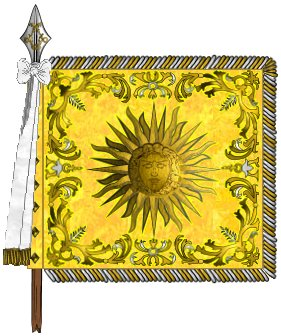
4. Kompanie

## Kapitäne oder Kommandeure der Gardes du corps du Roi

### 1. Kompanie (Compagnie écossaise)
Kapitäne oder Kommandeure des Korps siehe Schottische Garde

### 2. Kompanie (1. Compagnie française)
- 1474: Hector de Galard de Brassac (1415–1475), Kammerherr Ludwigs XI.
- 10. Juli 1475: Jean Blosset du Plessis-Pâté († vor 1500), Baron de Torcy
- 18. Januar 1477: Hervé de Chalnay
- 1482: Jacques de Silly (1450–1503), Seigneur de Launay et de Vaulx, Kammerherr Karls VIII., Bailli und Kapitän von Caen, Großmeister der Artillerie von Frankreich (1501)
- 1482: Jacques I. de Crussol, Vicomte d’Uzès
- 1524: Louis II. Mitte de Miolans († 1529), Seigneur de Chevrières, Seneschall des Herzogtums Bourbon (1525), Bailli des Gévaudan (1528)
- 1530: Antoine de Raffin, Seigneur de Puycalvary, de Beaucaire et d’Azay-le-Rideau, Gouverneur des Enfants de France, Gouverneur de Cherbourg, de Marmande et La Sauvetat
- 1551: Louis de Talaru, Seigneur de Chalmazel.
- 27. Dezember 1570: Eustache de Conflans (um 1526–1574), Vicomte d'Ouchy, Gouverneur von Saint-Quentin
- September 1574: Nicolas d'Angennes (1533–1611), Marquis de Rambouillet, Vidame du Mans
- 1580: Jean d'O, Seigneur de Manou
- 28. Juli 1595: Louis de L’Hospital († 1611), Marquis de Vitry
- 11. Januar 1611: Nicolas de L’Hospital (1581–1644), Marquis de Vitry, Sohn seines Vorgängers
- 26. April 1617: François de L’Hospital (1583–1660), Marquis du Hallier, Bruder seines Vorgängers
- 2. Oktober 1631: Charles de Lévis (1600–1662), Comte de Charlus Marquis de Château-Renault
- 1. Juni 1634: Louis de Béthune (1605–1681), 1. Duc de Chârost (1672), Lieutenant-général des ville et citadelle de Calais
- 17. August 1648: René du Plessis (1613–1676), le Beau Jarzé, Marquis de Jarzé
- 9. November 1649: Louis de Béthune (1605–1681), 1. Duc de Chârost, 2. Mal
- 1663: Louis Armand de Béthune (1640–1717), 2. Duc de Chârost (1681), Sohn seines Vorgängers
- 1. April 1672: Jacques Henri de Durfort (1652–1704), Duc de Duras, Marschall von Frankreich (1675)
- 10. Dezember 1704: Louis François de Boufflers (1644–1711), Duc de Boufflers, Marschall von Frankreich (1693)
- 21. Oktober 1711: Armand I. de Béthune (1663–1747), 3. Duc de Chârost (1717), Baron d’Ancenis
- 23. Oktober 1747: Paul François de Béthune (1682–1759), 4. Duc de Chârost (1747), Sohn seines Vorgängers
- 1. Mai 1756: Gaston Pierre de Lévis (1699–1757), Duc de Mirepoix
- 11. November 1757: Charles-Juste de Beauvau (1720–1793), Prince de Beauvau (1754), Prince de Craon, Marschall von Frankreich (1783)
- 22. Februar 1784: Philippe-Louis-Marc-Antoine de Noailles (1752–1819), Prince de Poix, Duc de Mouchy
- 5. August 1790: Charles-Anne des Escotais (1772–1822), Comte des Escotais

### 3. Kompanie (2. Compagnie française)
- 1479: Claude de La Châtre († 1499), Seigneur de Nançay
- 1490: Abel de La Châtre († 1496), Sohn seines Vorgängers
- 1499: Gabriel de La Châtre († 1538), Baron de La Maisonfort, Seigneur de Nançay, Bruder seines Vorgängers
- 1529: Joachim de La Châtre († 1546), Baron de La Maisonfort, Sohn seines Vorgängers
- 1549: François, Seigneur de La Ferté († nach 1564), Gentilhomme ordinaire de la Chambre du roi
- xxxx: Gaspard de La Châtre (um 1539–1576), Seigneur de Nançay, Sohn von Joachim de La Châtre
- 1580: Charles de Balsac d’Entragues (1545–1599), genannt le bel Entraguet (siehe Duell der Mignons)
- 1590: François du Plessis (1548–1590), Seigneur de Richelieu, Grand Prévôt de France (1578), Conseiller d’État
- 1590: Charles de Choiseul (1563–1626), Marquis de Praslin, Marschall von Frankreich (1619), trat 1611 zurück
- 18. Januar 1611: René Potier (1579–1670), Duc de Tresmes
- 12. Dezember 12. Dezember 1635: Louis Potier (1612–1645), Marquis de Gesvres, Sohn seines Vorgängers
- 10. August 1643 François Potier (1612–1646), Marquis de Gesvres, Bruder seines Vorgängers
- 1646: Léon Potier (um 1620–1704), Duc de Gesvres, Bruder seines Vorgängers (1688)
- 1646: Antonin Nompar de Caumont (1633–1723) Duc de Lauzun
- 1673: François-Henri de Montmorency (1628–1695), Duc de Piney, Marschall von Frankreich (1675)
- 1693: François de Neufville (1644–1730), Duc de Villeroy, Marschall von Frankreich (1693)
- 1708: Louis Nicolas de Neufville (1663–1734), Duc de Villeroy, Sohn seines Vorgängers
- 1734: Louis François Anne de Neufville (1695–1766), Duc de Villeroy, Sohn seines Vorgängers
- 1758: Gabriel Louis François de Neufville (1731–1794), Duc de Villeroy, Neffe seines Vorgängers

### 4. Kompanie (3. Compagnie française)
- 1553: Louis d'Humières, Sieur de Contay
- 1557: Philippe de Maillé, Seigneur de Brézé, Vicomte de Verneuil.
- 1575: Nicolas de La Haulle, Seigneur de Grémonville
- 1592: Jacques Nompar de Caumont (1558–1652), Duc de La Force (1637), Marschall von Frankreich (1622)
- 23. November 1632–1651: Antoine d’Aumont de Rochebaron (1601–1669), Duc d'Aumont (1665), Marquis de Villequier
- 3. Juni 1651–1669: Louis-Marie-Victor d’Aumont (1632–1704), 2. Duc d'Aumont, Marquis de Villequier, Sohn seines Vorgängers
- 10. März 1669–1675: Henri Louis d’Aloigny († 1676), Marquis de Rochefort, Marschall von Frankreich (1675)
- 1676–1696: Guy Aldonce de Durfort (1630–1702), Comte de Lorges, Duc de Quintin (1691), dit duc de Lorges, Marschall von Frankreich (1676)
- 1696–1702: Guy Nicolas de Durfort (1683–1758), 2. Duc de Quintin, Duc de Lorges (1706), Sohn seines Vorgängers
- 1703–1718: Henri d’Harcourt (1654–1718), Duc d’Harcourt (1700)
- 1718–1750: François d’Harcourt (1689–1750), Duc d'Harcourt, Sohn seines Vorgängers
- 1750–1764: Charles II. Frédéric de Montmorency (1702–1784), Duc de Luxembourg
- 1764–1784: Charles de Montmorency-Luxembourg (1713–1787), 1. Duc de Beaumont
- 1784–1790: Paul de Montmorency-Luxembourg (1742–1789), dit Prince de Luxembourg
- 1790–1790: Christian de Montmorency-Luxembourg (1767–1821), 2. Duc de Beaumont